# Слупець (Свентокшиське воєводство)
Слупець (пол. Słupiec) — село в Польщі, у гміні Лубніце Сташовського повіту Свентокшиського воєводства.
Населення — 530 осіб (2011).
У 1975-1998 роках село належало до Тарнобжезького воєводства.

## Демографія
Демографічна структура на день 31 березня 2011 року:
|          | Загалом | Допрацездатний вік | Працездатний вік | Постпрацездатний вік |
| -------- | ------- | ------------------ | ---------------- | -------------------- |
| Чоловіки | 261     | 48                 | 167              | 46                   |
| Жінки    | 269     | 44                 | 136              | 89                   |
| Разом    | 530     | 92                 | 303              | 135                  |